# Giovanni Titta Rosa
Giovanni Battista Rosa, noto come Giovanni Titta Rosa (Santa Maria del Ponte, 5 marzo 1891 – Milano, 7 gennaio 1972), è stato uno scrittore e critico letterario italiano.
Fu una figura di grande rilievo nel panorama letterario italiano del Novecento.

## Biografia
Nacque a Santa Maria del Ponte (allora frazione di Fontecchio, oggi nel territorio di Tione degli Abruzzi) il 5 marzo 1891 dove cresce insieme ai suoi sei fratelli e sorelle, avendone persa una in tenerissima età, a cui si aggiungeranno altri tre fratelli avuti dal padre in seconde nozze.
Saggista, narratore, giornalista, poeta, critico d'arte e letterario, si espresse in un copioso e fortunato lavoro editoriale. Le sue opere letterarie più conosciute sono: Sole di Lombardia, I lumi a Milano, Aria di casa Manzoni e Il nostro Manzoni. Collaborò a quotidiani  - Il Corriere della Sera, La Stampa, Corriere Lombardo, Corriere Padano - e riviste – Lacerba, La Riviera Ligure, Corrente, Solaria, Dimensioni – dove esercitò la sua critica letteraria che si svolge nell'alveo crociano. Fu autore di poesie, raccolte in Poesie di una vita, e di prose di lieve lirismo, come Il varco nel muro e Niobe e il pittore. Fu autore di commenti dei Promessi sposi e delle liriche manzoniane. Fu il primo vincitore del "Premio Lerici" alla carriera e qualche anno dopo vinse anche il "Premio Bagutta". In seguito fu giurato in entrambi i premi ed anche del "Premio Viareggio". Diresse per diversi anni L'Illustrazione italiana e l'Osservatore Politico Letterario. 
Racconterà di sé in maniera quasi esaustiva, alla soglia dei settant’anni: «Sono nato in un paesello d’Abruzzo, un paese degli antichi Vestini, nella vallata dell’Aterno, prima che il fiume raggiunga la “chiusa” di Rajano, un nodo che lega le ultime balze del Sirente, a est, con i contrafforti collinosi e boscosi del Gran Sasso, digradanti verso la piana di Sulmona». Partecipa attivamente fin da liceale alla vita letteraria della città dell’Aquila, animata all’inizio del secolo da un importante fermento, che vede protagonisti nell’arco di due decenni personaggi come Ettore Moschino, Massimo Lelj, Nicola Moscardelli, Edoardo Scarfoglio (nato nello stesso quartiere di Gioacchino Volpe, nella frazione di Paganica) e la moglie Matilde Serao, Pasquale Scarpitti, Silvio Spaventa. Dopo gli studi liceali all’Aquila lo scrittore si sposta a Firenze, avviandosi fin da subito a diventare animatore polemico della vita letteraria del tempo, di ogni tempo in realtà, attraversato dalla sua penna. Dopo la guerra è a Milano che diventa la sua patria d’adozione e in cui si afferma come protagonista della vista culturale e artistica del capoluogo lombardo. Nel 1931 con il libro Il varco nel muro vince il premio Bagutta, soffiandolo all’amico Cesare Zavattini, mentre continua lo studio dell’opera manzoniana, del quale diventa uno dei maggiori critici, curando più di trenta pubblicazioni dei Promessi Sposi, oltre a dedicare diversi libri all’opera dello scrittore milanese. La produzione letteraria di Titta Rosa ha dimensioni complessive enormi, per numero di articoli, romanzi, curatele, prefazioni e introduzioni, traduce perfino dall’inglese Samuel Butler, lavorando fino ai suoi ultimi giorni con instancabile ed entusiasta volontà. 
Il 7 gennaio 1972, a seguito delle complicazioni di una malattia reumatica, muore nella sua casa di Milano, ne danno l’annuncio i maggiori quotidiani nazionali, tra tutti La Stampa e L’Avanti che lo ha visto per anni tra i suoi autori. Carlo Bo sulla terza pagina del Corriere gli dedica un ricordo commosso. Ai funerali nella Basilica di San Babila, tra i suoi cari, gli intellettuali e gli scrittori italiani e i protagonisti della politica, spicca una figura familiare, la moglie del suo dirimpettaio nella memoria della valle dell’Aterno, Massimo Lelj. Viene inumato nel cimitero di Milano, successivamente, il 27 maggio 1982 tornerà nella cappella di famiglia a Santa Maria del Ponte, oggi frazione del Comune di Tione degli Abruzzi.

## Curiosità
- Fu scelto come soggetto di una poesia da Pier Paolo Pasolini, poesia intitolata A Titta Rosa e facente parte della collezione Nuovi Epigrammi:

"Sul non capito impianti una critica di principiante nemico,
vecchio male invecchiato, che non capisci ciò che dico".

## Opere
- Pause, Vecchioni, L’Aquila 1914
- Le immagini della morte e della vita, La Bodoniana, L’Aquila 1916
- Plaustro istoriato, Zanichelli, Bologna 1919
- Le feste delle stagioni, Solaria, Firenze 1928
- Alta luna, Carabba, Lanciano 1935
- Pietà dell’uomo, Maia, Siena 1952
- La voce solitaria, Maestri, Milano 1965
- Nove poesie a Maria, Maestri, Milano 1969
- Poesia d’una vita, Mondadori, Milano 1956
- Idilli rustici, Ribet, Torino 1928
- Il varco nel muro, Carabba, Lanciano 1931
- La figlia del pescatore, Casa Editrice Ceschina, Milano 1936
- Donne inquiete, Edizioni Treves, Milano 1936
- I racconti della fortuna, Corticelli, Milano 1937
- Sole di Lombardia, Casa Editrice Ceschina, Milano 1939
- Sole di Lombardia, Casa Editrice Ceschina, Milano 1959
- Scalatori, Hoepli, Milano 1939
- I giorni del mio paese, Società Editrice Internazionale, Torino 1940
- I giorni del mio paese, Società Editrice Internazionale, Torino 1944
- I giorni del mio paese, Fondazione Carispaq, L’Aquila 2022
- Paese con figure, Tumminelli, Roma 1942
- L’avellano, Società Editrice Internazionale, Torino 1943
- L’avellano, Mursia, Milano 1967
- Ritratto di Amelio e altri racconti, Edizioni Il Verdone, Torino 1944
- Niobe e il pittore, Cappelli, Bologna 1953
- Immagini dell’Aquila ed altre immagini d’Abruzzo, Massimiliano Boni Editore, Bologna 1985
- Invito al romanzo, Crippa, Milano 1930
- L’ottava d’oro. La vita e le opere di Ludovico Ariosto, Mondadori, Milano 1933
- Nerino De Marchi, Moneta, Milano 1938
- Roberto Aloi pittore, Casa Editrice Ceschina, Milano 1940
- Vita di Balbo, Rizzoli, Milano 1941
- La nuova prosa italiana, Quaderni di Lugano, Lugano 1943
- Secondo Ottocento, Garzanti, Milano 1947
- La poesia di ieri e di oggi, Tamburini, Milano 1950
- Alberto Salietti, Hoepli, Milano 1952
- Poesia italiana del Novecento, Maia, Siena 1953
- Aria di Casa Manzoni, Cebes, Milano 1946
- Aria di Casa Manzoni, Casa Editrice Ceschina, 1955
- Il nostro Manzoni, Casa Editrice Ceschina, Milano 1960
- Mezzo secolo di vita letteraria, Casa Editrice Ceschina, Milano 1960
- Ippolito Nievo, uomo e poeta del Risorgimento, Sanzana, Milano 1961
- Abruzzesi cinque + 1, Martello, Milano 1961
- Ricordo di Orio Vergani, Martello, Milano 1961
- Le più belle pagine del 1960 scelte nei quotidiani italiani, Martello, Milano 1961
- I lumi a Milano, Tallone, Alpignano 1962
- I lumi a Milano, Martello, Milano 1964
- Abruzzo, Electa, Milano 1963
- Sodalizio con Flora, Centro Superiore di tecnica Libraria, Milano 1964
- I nuovi marmi, Ricciardi, Milano-Napoli 1965
- Cronachette manzoniane, Casa Editrice Ceschina, Milano 1969
- Cinque abruzzesi e alcuni paesi d’Abruzzo, Martello, Milano 1970
- Milano di ieri, Sansoni, Firenze 1970
- Vita letteraria del Novecento, 3 volumi, Casa Editrice Ceschina, Milano 1971